# Наганума
37° 16′ 59″ С; 140° 13′ 01″ И / 37.283° С; 140.217° И
Наганума (јап. 長沼町) Naganuma-machi је варош у Јапану у области Ивасе, префектура Фукушима.
По попису из 2003. године, град је имао 6.455 становника и густину насељености од 106,98 становника по км². Укупна површина је 60,34 км².
Дана 1. априла 2005. године, Наганума, заједно са селом Ивасе (такође из области Ивасе), је спојена у проширени град Сукагава.